# Assalam FC
Der Assalam Football Club ist ein 2008 gegründeter osttimoresischer Fußballverein aus der Hauptstadt Dili.

## Geschichte
2015 erreichte der Assalam FC in der Qualifikationsrunde für die neugegründete LFA Primeira Divisão in der Gruppe A den vierten Platz und verpasste so den Einzug in die höchste Liga ein. In der Spielzeit 2016 landete der Verein auf dem zweiten Platz der Gruppe B der LFA Segunda Divisão, so dass er auch in der Saison 2017 zweitklassig blieb. 2017 kam man auf Platz 2 der Gruppe B, aber in der Saison 2018 gelang mit Platz 1 der Aufstieg in die Liga Futebol Amadora Primeira Divisão.
Beim Landespokal Taça 12 de Novembro 2016 erreichte man das Finale, verlor es aber 0:1 gegen den Erstligisten AS Ponta Leste. Beim Taça 12 de Novembro 2017 schied Assalam gleich in der ersten Runde aus und 2018 scheiterte man im Finale gegen Atlético Ultramar.